# Spy Room - Lớp học điệp viên
Spy Room - Lớp học điệp viên (Nhật: スパイ教室 Hepburn: Supai Kyōshitsu, "Phòng học của Điệp viên") là một series light novel do Takemachi sáng tác và Tomari minh họa. Được xuất bản bởi Kadokawa dưới ấn hiệu Fujimi Fantasia Bunko kể từ ngày 18 tháng 1 năm 2020. Thaihabooks mua bản quyền tại Việt Nam và phát hành dưới ấn hiệu Hikari Light Novel.
Một bản manga chuyển thể do Seu Kaname minh hoạ, được đăng trên tạp chí Monthly Comic Alive của Media Factory kể từ ngày 27 tháng 5 năm 2020. Bản anime truyền hình dựa theo light novel được thực hiện bởi feel. lên sóng từ tháng 1 năm 2023 đến tháng 3 năm 2023.

## Nội dung
Tại một thế giới giả tưởng, nơi vừa trải qua cuộc đại chiến thế giới thảm khốc và kéo dài, để lại đớn đau khôn nguôi và vết thương hãy còn tinh tươm lên nhân loại. Vì những thiệt hại nặng nề gây ra bởi chiến tranh, thời hậu chiến, lãnh đạo các quốc gia đã thấy được thảm cảnh trước mắt và nhận thức được rằng chiến tranh là một màn phô diễn tồi tệ. Họ đã cùng bắt tay nhau tại những hội nghị hoà bình quốc tế, ký vào những bản hiệp ước bảo vệ hoà bình. Chiến tranh không được phép tái diễn nữa. Tuy nhiên, điều ấy không có nghĩa là họ đã hoàn toàn từ bỏ dã tâm của mình. Chỉ là, các cường quốc không cần thiết phải chĩa súng vào nhau nữa.
Cứ thế, "Cuộc chiến ngoài sáng" tiến tới thời khắc lâm chung.
Thay thế bằng "Chiến tranh trong tối" – tức cuộc chiến thông tin trí trá của những điệp viên.
Nước Cộng hoà Deen vốn chỉ là một quốc gia nông thôn trung lập, nhưng vì vị trí địa lý nằm ngay sát đế quốc Galgado mà trong cuộc đại chiến đã bị họ đơn phương xâm lược. Chiến tranh kết thúc, Nước Cộng hoà Deen cũng lao vào chinh phục "Chiến tranh trong tối" này, hàng loạt trường đào tạo điệp viên được thành lập trên khắp cả nước.
Klaus, điệp viên số một của nước Cộng hoà Deen đồng thời cũng được mệnh danh là điệp viên mạnh nhất thế giới với tỷ lệ hoàn thành nhiệm vụ đạt 100%, dù tính cách có phần kỳ quặc, đã cho thành lập nên đội điệp viên Tomoshibi, chuyên phụ trách những nhiệm vụ bất khả thi siêu khó với tỷ lệ hoàn thành chỉ 10%, nhưng thương vong lại vượt quá 90%.
Thành viên được tuyển vào Tomoshibi, đáng ngạc nhiên thay, lại là 7 thiếu nữ non nớt, thành phần cá biệt suýt đúp tại các trường đào tạo trên cả nước. Hạ độc, đặt bẫy, mê hoặc,... song cách duy nhất để các cô gái hoàn thành nhiệm vụ lại là lừa dối và chiến thắng Klaus?! Thực hư câu chuyện là màn chơi trội của điệp viên mạnh nhất thế giới hay là phi vụ lừa đảo dữ dội nhất? Tác phẩm huyển tưởng thú vị và đặc sắc về thế giới đầy trí trá của những điệp viên!

## Nhân vật
Klaus (クラウス Kurausu)
Lồng tiếng bởi: Umehara Yūichirō
Mật danh: Bonfire (篝火 (Câu Hỏa) Kagaribi, Lửa trại)
Lily (リリィ Rirī)
Lồng tiếng bởi: Amamiya Sora
Mật danh: Flower Garden (花園 (Hoa Viên) Hanazono, Vườn hoa)
Grete (グレーテ Gurēte)
Lồng tiếng bởi: Itō Miku
Mật danh: Daughter Dearest (愛娘 (Ái Nương) Manamusume)
Sara (サラ Sara)
Lồng tiếng bởi: Sakura Ayane
Mật danh: Meadow (草原 (Thảo Nguyên) Sōgen)
Sibylla (ジビア Jibia)
Lồng tiếng bởi: Tōyama Nao
Mật danh: Pandemonium (百鬼 (Bách Quỷ) Hyakki)
Annette (アネット Anetto)
Lồng tiếng bởi: Kusunoki Tomori
Mật danh: Forgetter (忘我 (Vong Ngã) Bōga)
Thea (ティア Tia)
Lồng tiếng bởi: Uesaka Sumire
Mật danh: Dreamspeaker (夢語 (Mộng Ngữ) Yumegatari)
Monika (モニカ)
Lồng tiếng bởi: Yūki Aoi
Mật danh: Glint (夢語 (Băng Nhận) Hyojin)
Erna (エルナ Eruna)
Lồng tiếng bởi: Minase Inori
Mật danh: Fool (愚人 (Ngu Nhân) Gujin)

## Các chuyển thể

### Light novel
Bộ truyện do Takemachi sáng tác và Tomari minh họa. Được xuất bản bởi Kadokawa dưới ấn hiệu Fujimi Fantasia Bunko kể từ ngày 18 tháng 1 năm 2020. Tính tới tháng 6 năm 2025, đã có 18 tập được xuất bản, trong đó là 13 tập truyện chính và 5 tập truyện ngắn. Hiện bộ truyện đã được Thaihabooks mua bản quyền tại Việt Nam và phát hành dưới ấn hiệu Hikari Light Novel.
- Dưới đây là danh sách liệt kê ngày phát hành của các tập light novel:

#### Series chính
| #                                                                                            | Phát hành chính ngữ | Phát hành chính ngữ | Phát hành tiếng Việt | Phát hành tiếng Việt |
| #                                                                                            | Ngày phát hành      | ISBN                | Ngày phát hành       | ISBN                 |
| -------------------------------------------------------------------------------------------- | ------------------- | ------------------- | -------------------- | -------------------- |
| 1                                                                                            | 18 tháng 1, 2020    | 978-4-0407-3480-4   | 30 tháng 8, 2021     | 978-604-339-001-8    |
| 2                                                                                            | 17 tháng 4, 2020    | 978-4-0407-3636-5   | 31 tháng 12, 2021    | 978-604-339-708-6    |
| 3                                                                                            | 20 tháng 8, 2020    | 978-4-0407-3740-9   | 20 tháng 4, 2022     | 978-604-359-454-6    |
| 4                                                                                            | 19 tháng 12, 2020   | 978-4-0407-3741-6   | 1 tháng 7, 2022      | 978-604-359-455-3    |
| 5                                                                                            | 20 tháng 5, 2021    | 978-4-0407-3742-3   | 1 tháng 1, 2023      | 978-604-382-697-5    |
| 6                                                                                            | 18 tháng 9, 2021    | 978-4-0407-4253-3   | 7 tháng 4, 2023      | 978-604-55-6321-2    |
| 7                                                                                            | 19 tháng 3, 2022    | 978-4-0407-4254-0   | 17 tháng 4, 2024     | 978-604-44-1564-2    |
| 8                                                                                            | 20 tháng 7, 2022    | 978-4-0407-4607-4   | —                    | —                    |
| 9                                                                                            | 20 tháng 1, 2023    | 978-4-04-074766-8   | —                    | —                    |
| 10                                                                                           | 20 tháng 7, 2023    | 978-4-04-075017-0   | —                    | —                    |
| 11                                                                                           | 17 tháng 11, 2023   | 978-4-04-075018-7   | —                    | —                    |
| 12                                                                                           | 19 tháng 10, 2024   | 978-4-04-075338-6   | —                    | —                    |
| 13                                                                                           | 20 tháng 6, 2025    | 978-4-04-075893-0   | —                    | —                    |
| Mã ISBN tiếng Việt được lấy từ Cục Xuất bản, In và Phát hành - Bộ thông tin và truyền thông. |                     |                     |                      |                      |

#### Series truyện ngắn
| # | Phát hành Nhật    | Phát hành Nhật    | Phát hành tiếng Việt | Phát hành tiếng Việt |
| # | Ngày phát hành    | ISBN              | Ngày phát hành       | ISBN                 |
| - | ----------------- | ----------------- | -------------------- | -------------------- |
| 1 | 19 tháng 3, 2021  | 978-4-04-074066-9 | 26 tháng 9, 2022     | 978-604-382-210-6    |
| 2 | 18 tháng 12, 2021 | 978-4-04-074358-5 | —                    | —                    |
| 3 | 20 tháng 10, 2022 | 978-4-04-074728-6 | —                    | —                    |
| 4 | 17 tháng 3, 2023  | 978-4-04-074919-8 | —                    | —                    |
| 5 | 20 tháng 2, 2024  | 978-4-04-075264-8 | —                    | —                    |

### Manga
Một bản manga chuyển thể do Seu Kaname minh hoạ, được đăng trên tạp chí Monthly Comic Alive của Media Factory kể từ ngày 27 tháng 5 năm 2020. Các chương manga đã được biên tập thành 2 tập tankobon.
| # | Ngày phát hành Tiếng Nhật | ISBN Tiếng Nhật   |
| - | ------------------------- | ----------------- |
| 1 | 23 tháng 12, 2020         | 978-4-0468-0002-2 |
| 2 | 23 tháng 8, 2021          | 978-4-0468-0542-3 |
| 3 | 20 tháng 7, 2022          | 978-4-0468-1523-1 |

### Anime
Phiên bản anime của Spy Room ban đầu được công bố vào tháng 3 năm 2022. Hãng phim feel. đảm nhiệm vẽ hoạt chính cho anime. Kawaguchi Keiichiro là đạo diễn, Inotsume  Shinich phụ trách viết kịch bản và Kinoshita Sumie thiết kế nhân vật, Fujisawa Yoshiaki soạn nhạc nền. Anime lên sóng vào ngày 5 tháng 1 năm 2023. Bài chủ đề mở đầu là "Tomoshibi" (灯火 Đăng Hoả) sáng tác và trình bày bởi nonoc, fu_mou biên soạn nhạc. Bài chủ đề cuối phim là "Secret Code" thể hiện bởi Suzuki Konomi.
Mùa thứ hai của bộ anime được công bố vào ngày 7 tháng 4 năm 2023. Phần này tiếp tục được Kawaguchi đạo diễn, cùng với các nhân viên cũ. Nó được ấn định trước để ra mắt vào ngày 13 tháng 7 năm 2023. Bài hát chủ đề mở đầu là "Rakuen" (楽園, "Paradise") bởi Nonoc, trong khi bài hát chủ đề kết thúc là "Nuisance" (ニューサンス) bởi Sajou no Hana.

#### Danh sách tập phim
| Số tập   | Tựa đề                                                  | Ngày phát sóng gốc  |
| -------- | ------------------------------------------------------- | ------------------- |
| 1        | "Mission《Hanazono》Ⅰ" (MISSION 《花園》Ⅰ)              | 5 tháng 1 năm 2023  |
| 2        | "Mission《Hanazono》Ⅱ" (MISSION 《花園》Ⅱ)              | 12 tháng 1 năm 2023 |
| 3        | "Mission《Hanazono》Ⅲ" (MISSION 《花園》Ⅲ)              | 19 tháng 1 năm 2023 |
| 4        | "File 《Gujin》no Elna" (File 《愚人》のエルナ)         | 26 tháng 1 năm 2023 |
| 5        | "File 《Akari》no Jikan" (File 《灯》の時間)            | 2 tháng 2 năm 2023  |
| 6        | "File 《Hyakki》no Jibia" (File 《百鬼》のジビア)       | 9 tháng 2 năm 2023  |
| 7        | "File 《Sōgen》no Sara" (File 《草原》のサラ)           | 16 tháng 2 năm 2023 |
| 8        | "Mission 《Manamusume》 Ⅰ" (MISSION 《愛娘》Ⅰ)          | 2 tháng 3 năm 2023  |
| 9        | "Mission 《Manamusume》Ⅱ" (MISSION 《愛娘》Ⅱ)           | 9 tháng 3 năm 2023  |
| 10       | "Mission 《Manamusume》Ⅲ" (MISSION 《愛娘》Ⅲ)           | 16 tháng 3 năm 2023 |
| 11       | "Mission 《Manamusume》Ⅳ" (MISSION 《愛娘》Ⅳ)           | 23 tháng 3 năm 2023 |
| 12       | "File 《Manamusume》no Grete" (File 《愛娘》のグレーテ) | 30 tháng 3 năm 2023 |
| 13141516 | "Mission《Bōga》" (MISSION《忘我》)                     | 13 tháng 7 năm 2023 |
| 13141516 | "Mission《Bōga》" (MISSION《忘我》)                     | 20 tháng 7 năm 2023 |
| 13141516 | "Mission《Bōga》" (MISSION《忘我》)                     | 27 tháng 7 năm 2023 |
| 13141516 | "Mission《Bōga》" (MISSION《忘我》)                     | 3 tháng 8 năm 2023  |
| 17       | "File "Hyojin" no Monika" (File《氷刃》のモニカ)        | 10 tháng 8 năm 2023 |
| 18       | "File "Yumegatari" no Tia" (File《夢語》のティア)       | 17 tháng 8 năm 2023 |
| 19       | "File “Bōga” no Anetto" (File《忘我》のアネット)        | 24 tháng 8 năm 2023 |
| 20212223 | "Mission 《Yumegatari》" (MISSION《夢語》)              | 31 tháng 8 năm 2023 |
| 20212223 | "Mission 《Yumegatari》" (MISSION《夢語》)              | 7 tháng 9 năm 2023  |
| 20212223 | "Mission 《Yumegatari》" (MISSION《夢語》)              | 14 tháng 9 năm 2023 |
| 20212223 | "Mission 《Yumegatari》" (MISSION《夢語》)              | 21 tháng 9 năm 2023 |
| 24       | "File “Hanazono” no Rirī" (File《花園》のリリィ)        | 28 tháng 9 năm 2023 |

## Đón nhận
Spy Room đã đạt giải quán quân tại giải thưởng Fantasia lần thứ 32. Bộ truyện đạt hạng 2 trong bảng xếp hạng Kono Light Novel ga Sugoi! ở hạng mục Bunkobon vào năm 2021. Vào ngày 21 tháng 4 năm 2021, Spy Room đã vượt mốc 400.000 bản in, bao gồm cả bản giấy và bản điện tử, tại thị trường Nhật Bản. và 500.000 bản in không lâu sau đó.